# Gyermekek a sötétből
A Gyermekek a sötétből (spanyolul: Aguas Rojas) 2014-ben bemutatott természetfeletti, kolumbiai–spanyol thrillerfilm, melyben Julia Stiles és Scott Speedman alakítja a főszerepet.
Az Amerikai Egyesült Államokban 2014. február 27-én mutatták be, Magyarországon kizárólag DVD-n jelent meg. Premierje Németországban volt 2014. augusztus 27-én, a Fantasy Filmfesztiválon.
A forgatás Bogotá – Kolumbiában történt 2013  áprilisában.

## Történet
|  | Alább a cselekmény részletei következnek! |

1992-ben Dr. Contreras Sr. arra készül, hogy elhagyja Santa Clara-t Kolumbiában. Megpróbál számos dokumentumot elégetni, majd azokat elrejteni az ételliftben, ám közben zajokat kezd el hallani a ház körül. A második emeleten valamik elkezdi őt üldözni, ami látszólat egy csapat gyermek. A férfival hamar végeznek, amikor lelökik a ház erkélyéről.
Húsz évvel később, Sara (Julia Stiles) és Paul (Scott Speedman) az Egyesült Államokból – Santa Claraba költözik a kislányukkal, Hannah-al (Pixie Davis). Ott Sara tovább folytatja a családi vállalkozást, mint új igazgató egy papírgyárban az apja, Jordan (Stephen Rea) társaságában. Ők hamarosan beköltöznek egy házba, melynek a vállalat a tulajdonosa. A kis család rögtön megszereti új otthonukat, bár Hannah megijed a szobája falán lévő nyitott étellifttől.
Nem sokkal az érkezésük után, Sara és Paul részt vesz a Los Niños Santos-i fesztivál nyitóestéjén, hogy együtt vacsorázzanak, így Hannah a dada, Catalina (Vanesa Tamayo) ellátására van bízva. Furcsa események kezdenek el forogni a házban, amikor az alvó kislányt felébreszti az étellift összecsapó ajtaja. Hannah látja a kedvenc kitömött plüssjátékát, Silvert, majd bemászik a liftbe érte, de valami elkapja.
Ahogy Sara és Paul hazaér, látják a lányukon, hogy beteg és fejlődő kiütések vannak rajta. Catalina kellemetlenül megemlíti nekik, hogy ő szerinte szellemek vannak a ház körül, Paul rögtön elküldi őt. Az ezt követő napon, Hannah állapota és kiütései egyre romlik, majd a házaspár bele egyezik abba, hogy visszamenjenek Amerikába a megfelelő orvosi ellátás miatt.
Azon az éjszakán, ahogy a vihar közeleg, a gyermekek, akik foltos és koszos kötszereket viselnek a fejükön, megjelennek a háznál és elrabolják Hannaht, majd az erdőn keresztül elviszik. A rendőrség szkeptikusak Saraval és Paulal szemben, így a frusztrált férfi felkeresi Catalinát és kétségbeesetten kérdez tőle.
Catalina elmegy Paulal a templomba, ahol látja az egyik gyermeket és elkezdi követni, de a fiú egészen hazáig fut, egy bizonyos kunyhóba. Ott megtalálja a fiú szüleit és elmondják neki, hogy a fiuk titokzatosan eltűnt húsz évvel ezelőtt. Mielőtt eltűnt, a gyermeken hasonló tünetek jelentek meg, mint Hannáhn. Eközben Sara észreveszi Hannah rajzát az ételliftben, és megszemléli. A nő véletlen leesik az akna legaljára, és ott talál aktákat, melyben az áll, hogy több gyerek higanymérgezésben meghalt.
Nem tudva külön-külön utakon, Sara és Paul elmennek a régi papírgyárhoz, ahol összetalálkoznak és elkezdik együtt keresni Hannaht. Jordan segíti a keresést; átmászik egy csövön keresztül és a túloldalon szembesül a gyerekekkel, akik elkezdik magukról eltávolítani a kötszereket, amelyek az úgynevezett Burn-szerű kiütéseket takarják. A gyerekek azonnal rátámadnak Jordanra, mert a holttesteket ebben a helységben rejtette el, minthogy a halálukat elmondta volna a rendőrségnek, vagy a gyerekek szüleinek. Aztán észreveszi Hannaht és odamegy hozzá.
Ahogy ringatja unokáját, csordogáló higanycseppek hagyják el Hannah testét, és felszívódik a kiütések Jordan testére. A víz tükörképeiben látható, hogy a gyerekek boldogak. Az egészséges Hannah felébred anyja karjaiban.
A stáblista leforgása alatt, a gyerekek játszanak az iskolában, ahol a Kalyiba város eltűnt gyermekei éltek. Hannah mostanra egy diák, Catalina pedig egy tanárnő.
|  | Itt a vége a cselekmény részletezésének! |

## Szereplők
| Szerep          | Színész        | Magyar hang      |
| --------------- | -------------- | ---------------- |
| Sarah Harriman  | Julia Stiles   | Varga Gabriella  |
| Paul Harriman   | Scott Speedman | Dolmány Attila   |
| Jordan          | Stephen Rea    | Sörös Sándor     |
| Hannah Harriman | Pixie Davies   | Szűcs Anna Viola |
| Catalina        | Vanesa Tamayo  | Szabó Luca       |

### Magyar változat
- Magyar szöveg: Heiszenberger Éva
- Hangmérnök: Farkas László
- Gyártásvezető: Gémesi Krisztina
- Szinkronrendező: Nikas Dániel
- Szinkronstúdió: Pannonia Sound System

## Fordítás
- Ez a szócikk részben vagy egészben  az   Out_of_the_Dark_(2014_film) című angol Wikipédia-szócikk fordításán alapul.  Az eredeti cikk szerkesztőit annak laptörténete sorolja fel. Ez a jelzés csupán a megfogalmazás eredetét és a szerzői jogokat jelzi, nem szolgál a cikkben szereplő információk forrásmegjelöléseként.